# 貝克斯利希斯
貝克斯利希斯（英語：Bexleyheath）是大倫敦貝克斯利倫敦自治市的一個城市，人口為31929人，位於查令十字東南約12英里（19.3）。貝克斯利希斯是倫敦計劃中策定的倫敦的35個中心之一。在歷史上貝克斯利希斯曾屬於肯特郡。

## 歷史

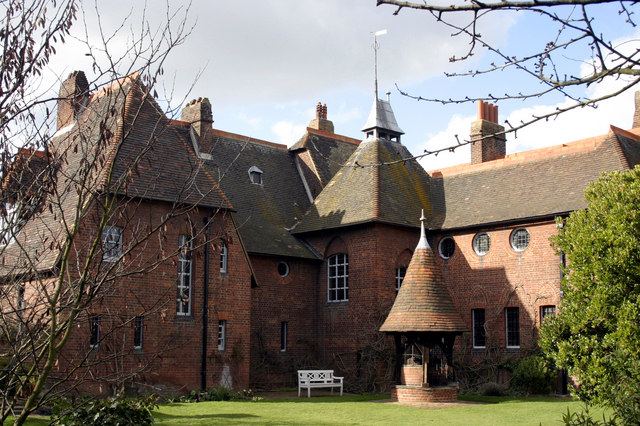
後方的紅屋，貝克斯利希斯

19世紀早期，貝克斯利希斯僅擁有著幾棟房屋与大片的灌木叢。1766年，約翰·博伊德爵士成立了丹森之家（現名丹森公園）。1814年，貝克斯利希斯從貝克斯利北部獨立出來，受到英國圈地法案的約束。1859年，建築師菲利普·韦布為威廉·莫里斯設計了紅屋。英國國民信託於2003年收購了這棟房子。莫里斯希望擁有一座「藝術宮殿」，他和他的朋友們可以在這裡享受製作藝術品的樂趣。他的建築是紅磚砌成的，屋頂是陡峭的瓦片，強調自然材料，紅屋使用了磚瓦住宅風格。現為一級文物建築。莫里斯與妻子簡在這所房子裡住了五年，期間他們的兩個女兒珍妮和梅出生。 1865年，由於經濟原因，莫里斯被迫賣掉了這棟房子，自此便不再回來。
貝克斯利希斯的教區教堂名叫基督教堂，始建於1841年，於1877年完工。貝克斯利希斯教區開始於1866年。阿爾弗雷德·賓（Alfred Bean）在19世紀80年代倡導修建貝克斯利希斯鐵路，推動了貝克斯利希斯的發展。當地現代購物區中心為紀念喬治五世的加冕典禮於1912年建立了一個鐘樓。

### 戰後
貝克斯利希斯成立後在1965年成為倫敦貝克斯利區的行政中心。因此，鎮中心的商店和道路佈局在19世紀80年代和90年代進行了改建。

## 地理
它被羅馬道路分成了兩個部分，分別為南貝克斯利希斯和北貝克斯利希斯。南貝克斯利希斯的建築有比如丹森之家和紅屋。北貝克斯利希斯除平房外，大多數房屋主要是30年代的半獨立住宅。

## 鎮中心

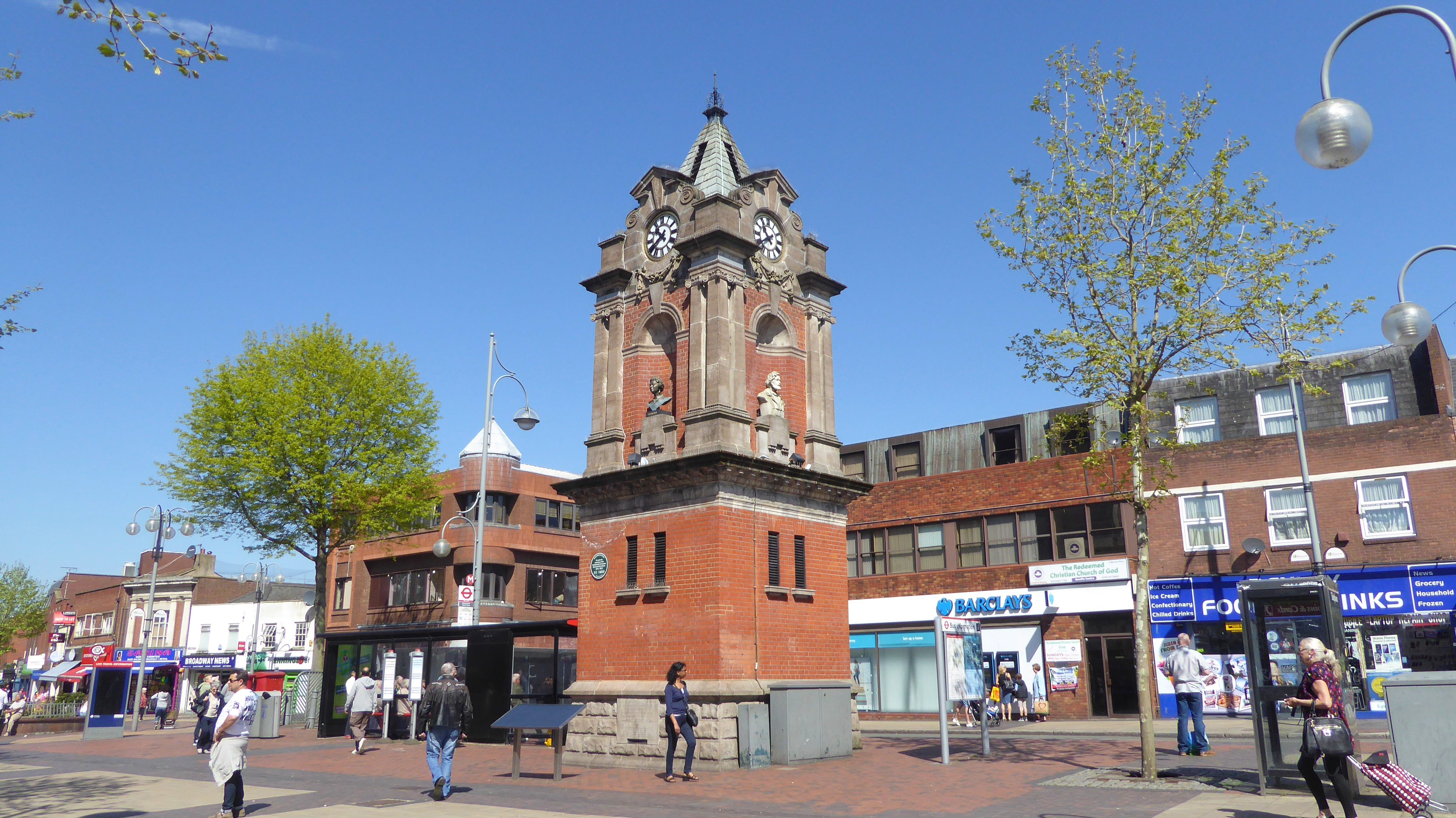
主要購物街的鐘樓

現時城鎮區主要由百老匯商場構成，這個有蓋的購物中心於1984年建設完畢。還有當地的阿斯達超市於1988年11月28日開業。
百老匯商場外的雕像由當地藝術家約翰·拉維拉（John Ravera）創作，當時他與建設百老匯商場的諾威治聯合公司接觸，他為商場設計了一個雕像「家庭出遊」（Family Outing），他認為商場是與人有關的，也以此創作了這個雕像。
2009年5月時，在議會頒佈了一份大規模的重建計畫。但之後由於百老匯商場出售，該計畫未能實行。

## 休閒文化
貝克斯利希斯有許多休閒設施，比如劇場有愛德華·阿德頓劇場、Cineworld等，當地還有酒店、文獻圖書館等等。
當地還有曲棍球俱樂部，比如貝克斯利希斯與貝爾威德曲棍球俱樂部。
文化性活動還包括由西德加普交響樂團在湯利文法學校的大堂中定期舉辦的音樂會。

## 教育
貝克斯利希斯有4所中學，貝克斯利希斯學院，聖凱瑟琳天主教女校，聖哥倫巴天主教男校和湯利文法學校。

## 運輸

### 鐵路
該城鎮由貝克斯利希斯鐵路車站提供服務，該站位於貝克斯利希斯鐵路邊，是連接倫敦和達特福德的三條線路的其中一條道路。鐵路將車站與倫敦維多利亞車站連接起來，途經佩卡姆黑麥站、查令十字車站、坎農街站、巴內赫斯特站、格雷夫森站和達特福德站。

### 巴士
貝克斯利希斯是倫敦交通局巴士服務的重要樞紐，連結了布羅姆利，克雷福德，達特福德，埃爾特姆，埃里思，劉易舍姆，格林威治半島，奧爾平頓，席德卡普，泰晤士米德，威靈與伍利奇。

## 知名人物
- 吉米·布拉德（1978-），英超球員[5]
- 凱特·布希（1958-），唱作人[6]
- 伯尼·埃克莱斯顿（1930-），一级方程式赛车大亨[7][8]在丹森路長大。[9]
- 祖·馬隆，商人[10]
- 罗杰·摩尔[11]
- 威廉·莫里斯，居住在紅屋[12]
- 利亚姆·里奇维尔（1984-），波特蘭伐木者的足球運動員，出生於貝克斯利希斯，曾就讀於貝克斯利希斯學院。[13]
- 查尔斯·塔珀[14]

## 外部連結
- Bexleyheath website （页面存档备份，存于）
- Welling
- Bexley Local Studies and Archives （页面存档备份，存于）